# السنافر (فلم 2011)
السنافر (بالإنجليزية: The Smurfs) هو فيلم حركة تم إنتاجه في الولايات المتحدة وصدر في سنة 2011. الفيلم من إخراج راجا غوسنيل وكتابة ج. ديفد ستم وديفيد ن. وس.

## بطولة
- هانك آزاريا
- نيل باتريك هاريس
- جيما ميس
- صوفيا فيرغارا
- كيتي بيري

## القصة
يطارد الشرير شرشبيل السنافر الصغيرة ويحاول طردهم من قريتهم وينجح في ذلك فيضطروا إلى الرحيل إلى سنترال بارك ويلحق بهم شرشبيل أيضا، وهناك يقابلوا باتريك وجارث اللذان يحاولان مساعدتهم في العودة إلى قريتهم وتخليصهم من شرشبيل وقطه هلهول ...وتتوالى المفارقات والاحداث المشوقة وينجحون في العودة إلى ديارهم.

## الممثلون والشخصيات
- هانك أزاريا (بدور: شرشبيل)
- نيل باترك (بدور: باترك وينسلو)
- جوناثن ونترز (بدور: بابا سنفور)
- كاتي بيري (بدور: سنفورة)

## الميزانية والإيرادات
بلغت تكلفة إنتاج الفيلم حوالي 110 مليون دولار بينما حقق أرباحا تقدر بـ 563,749,323 دولار.